# Haverskerque
Haverskerque é uma comuna francesa na região administrativa de Altos da França, no departamento do Norte. Estende-se por uma área de 9.17 km². Em 2010 a comuna tinha 1 437 habitantes (densidade: 156,7 hab./km²).